# Pietro Anastasi
(Alessandro Baricco, 2008)
Pietro Anastasi (Catania, 7 aprile 1948 – Varese, 17 gennaio 2020) è stato un calciatore italiano, di ruolo attaccante.
Dopo gli esordi nella Massiminiana e la ribalta nel Varese, legò la sua attività agonistica soprattutto alla Juventus, squadra nella quale militò per otto stagioni a cavallo degli anni 60 e 70 del XX secolo, diventandone uno degli uomini-simbolo nonché tra i più amati dai tifosi, fino a esserne nominato capitano dal 1974 al 1976; con i bianconeri vinse tre campionati di Serie A, nel 1971-1972, 1972-1973 e 1974-1975, disputando inoltre le finali di Coppa delle Fiere, nel 1971, Coppa dei Campioni e Coppa Intercontinentale, queste ultime entrambe nel 1973.
Considerato uno dei migliori attaccanti italiani della sua generazione, giocò con la squadra torinese un totale di 205 partite in Serie A realizzando 78 reti, laureandosi capocannoniere della Coppa delle Fiere 1970-1971 e della Coppa Italia 1974-1975, prima di una precoce parabola discendente che lo portò a chiudere la carriera con le maglie di Inter, Ascoli e Lugano. Ha disputato complessivamente 338 gare nella massima serie italiana segnando 105 gol; è stato inoltre il secondo marcatore della categoria, nel 1968-1969, e il terzo in altre due occasioni, nel 1969-1970 e 1973-1974. Campione d'Europa con la nazionale italiana nel 1968, in maglia azzurra ha giocato 25 partite siglando 8 reti.
Nel 2020 è stato introdotto a titolo postumo nella Hall of Fame del calcio italiano.

## Biografia
(Pietro Anastasi, 2011)

Un giovane Anastasi (in piedi, al centro) impegnato in un campionato aziendale catanese di "calcio a 9" nella prima metà degli anni 60.

Nacque nella zona industriale di Catania, nell'immediato secondo dopoguerra, da una modesta famiglia operaia: «con me, eravamo in nove e vivevamo in una piccola casa» nel quartiere Fortino, racconterà in seguito. Sin dalla giovane età si appassionò al calcio, tanto da marinare varie volte la scuola per andare a giocare a pallone in strada.
Durante la militanza nel Varese conobbe la sua futura moglie, Anna, che in seguito gli darà due figli; dopo il ritiro dall'attività agonistica, si stabilì definitivamente nella città varesina.
Dopo essere stato operato con successo per un tumore all'intestino, nel 2017 gli venne diagnosticata una sclerosi laterale amiotrofica che nell'arco di tre anni lo portò progressivamente alla morte, sopraggiunta a 71 anni, dopo la sua decisione per la sedazione profonda e il rifiuto di un ulteriore accanimento terapeutico; dopo i funerali a Varese, nella basilica di San Vittore, e stato sepolto nel cimitero di Masnago.

## Caratteristiche tecniche
(Vladimiro Caminiti)
Cresciuto con John Charles come idolo – «nel portafoglio conservo ancora la foto fatta al Cibali», ricorderà quasi settantenne –, al contrario dell'ariete gallese Anastasi fu un attaccante dotato di scatto e velocità, «mobilissimo e imprevedibile», caratteristiche che gli permettevano, tra le altre cose, di sopperire ad alcune lacune tecniche – «spesso capitava che anticipassi il pallone. Però rimaneva li, tra i miei piedi. Ed io, a quel punto, potevo fare la giocata desiderata» –, nonché di aiutare i compagni – «penso di essere stato un giocatore altruista, giocavo soprattutto per la squadra, [...] mai [...] per me stesso» – ripiegando all'indietro o recuperando palle perse. Dal fisico «corto e robusto», aveva inoltre dalla sua un buon palleggio, seppur molto singolare, una grande prontezza di riflessi e, anche per via di un innato opportunismo, rapidità nel concludere a rete.

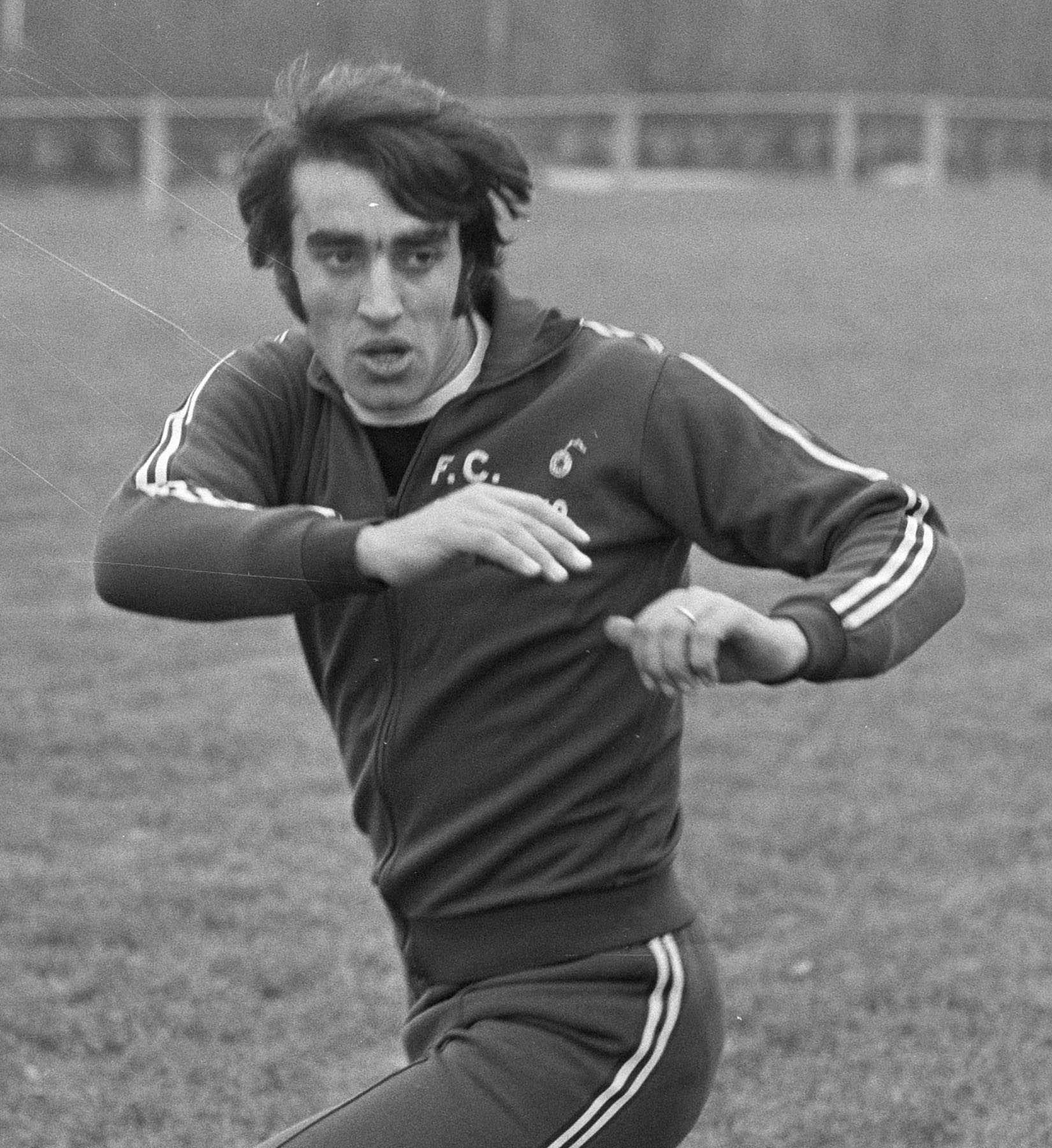
Anastasi in allenamento con la Juventus durante la trasferta di Coppa delle Fiere 1970-1971 a Enschede.

Definito da Vladimiro Caminiti come un misto tra due centrattacco del passato quali Guglielmo Gabetto e Benito Lorenzi, agli esordi fu accostato da Cesare Lanza a un suo contemporaneo, Luigi Meroni, soprattutto nel tocco di palla «di destro e di sinistro, magari con minore fantasia del Beatle comasco, ma, spesso, con superiore altruismo»; un atteggiamento, questo ultimo, sottolineato anche da Candido Cannavò, che riassunse il suo giudizio su Anastasi in «un grande giocatore, per abilità, per destrezza, per generosità». A Darwin Pastorin, negli anni 70 ancora solo un giovane tifoso juventino, rimandava infine «nel dribbling, nella rovesciata, nella rete d'istinto» ai calciatori brasiliani ammirati durante la sua infanzia in Sudamerica.
Viene ricordato dai più – erroneamente – come una prima punta, quando in realtà era per sua stessa ammissione «un uomo d'area che sapeva anche manovrare», a suo agio pure spalle alla porta. Descrittosi, decenni dopo il ritiro, come una sorta di falso nueve ante litteram, il siciliano era a ben vedere un attaccante che soleva spaziare per il campo – cosa che gli accadeva ancora più in nazionale, dove spesso si ritrovava a stazionare fisso all'ala, che non nelle squadre di club –, uscendo spesso dall'area di rigore a prendere la sfera e, giostrando quasi da trequartista poi, «inventa[re] palle gol» effettuando cross dal fondo o servendo assist: «giocavo come numero nove, però poi il numero nove lo facevo poche volte. Giocavo soprattutto sulle fasce laterali, a cercarmi gli spazi e mettere delle palle in mezzo».

## Carriera

### Giocatore

#### Club

##### Gli inizi, Massiminiana e Varese

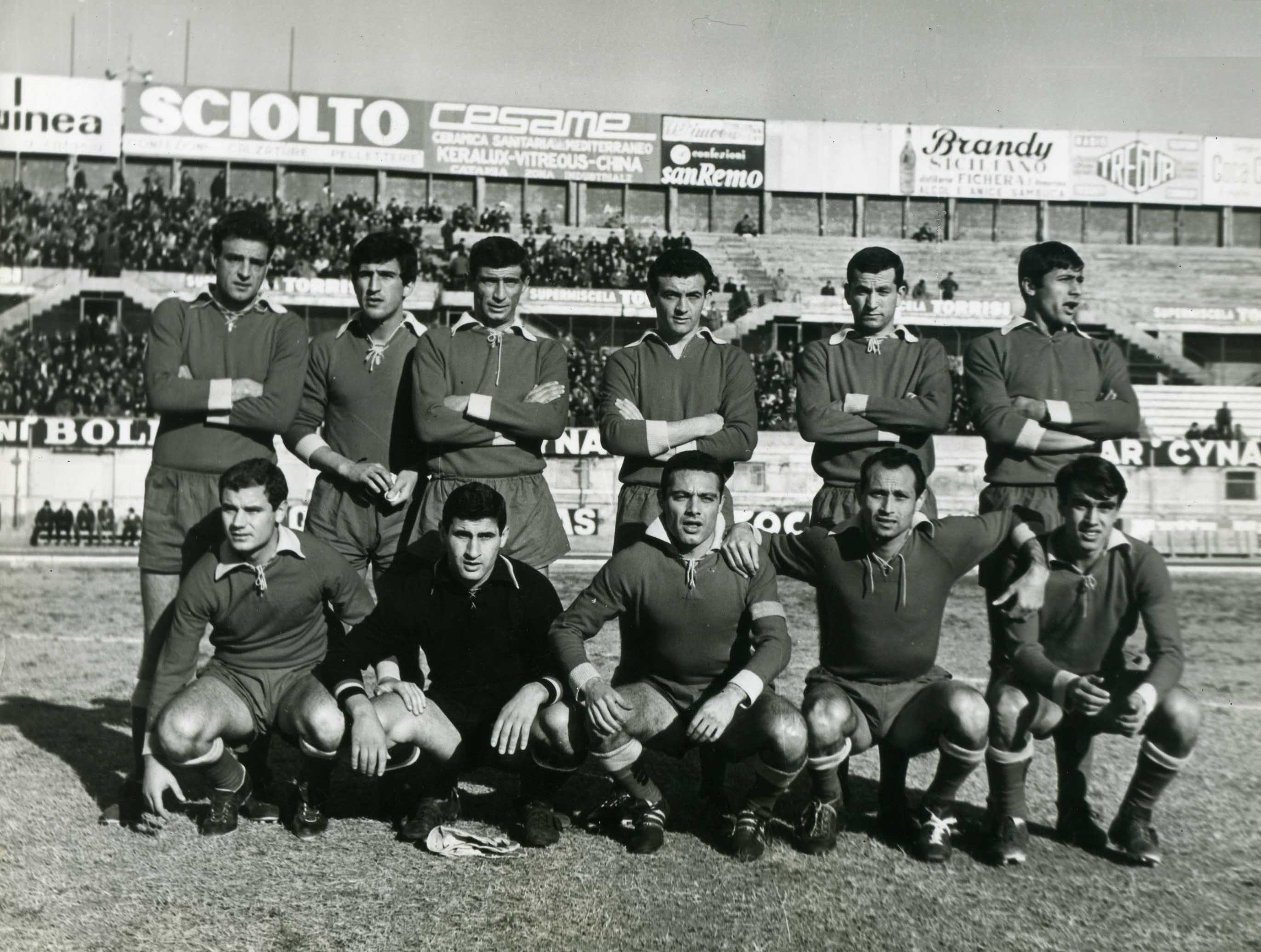
Un promettente Anastasi (accosciato, primo da destra) nella Massiminiana che conquistò la promozione in Serie C al termine del campionato 1965-1966.

Dopo gli inizi nella formazione dell'oratorio San Filippo Neri di Catania – dove, anche per via della pelle olivastra, «per tutti ero Pietro 'u turcu perché d'estate diventavo nero come la pece» –, e poi nella Trinacria, approdò ancora in giovane età alla Massiminiana, in Serie D, dove si mise in luce nel suo secondo campionato, quello del 1965-1966, segnando 18 reti in 31 partite che aiutarono il club di famiglia dei Massimino, nato appena sette anni prima, a vincere il proprio girone e ottenere così una storica promozione in Serie C, massima categoria raggiunta dai giallorossi.
Proprio nel corso di quel torneo riuscì a destare, per una serie di fortuite circostanze, le attenzioni del direttore sportivo del Varese, Alfredo Casati: questi, come ricorderà lo stesso Anastasi, «era al Cibali per assistere a Catania-Varese. Sarebbe dovuto ripartire con la squadra» poche ore dopo ma, una volta giunto all'aeroporto di Fontanarossa, «lasciò il posto in aereo a una donna incinta». Tornato in albergo, nell'attesa del nuovo volo il barista gli suggerì di riempire la giornata seguente andando a vedere «sempre al Cibali, Massiminiana-Paternò», parlandogli di «un ragazzino che è un vero portento»; pur se l'incontro si concluse a reti bianche, Casati «mi vide e prese nota» sicché «a fine partita, venne giù negli spogliatoi e l'affare si concluse in poche ore».

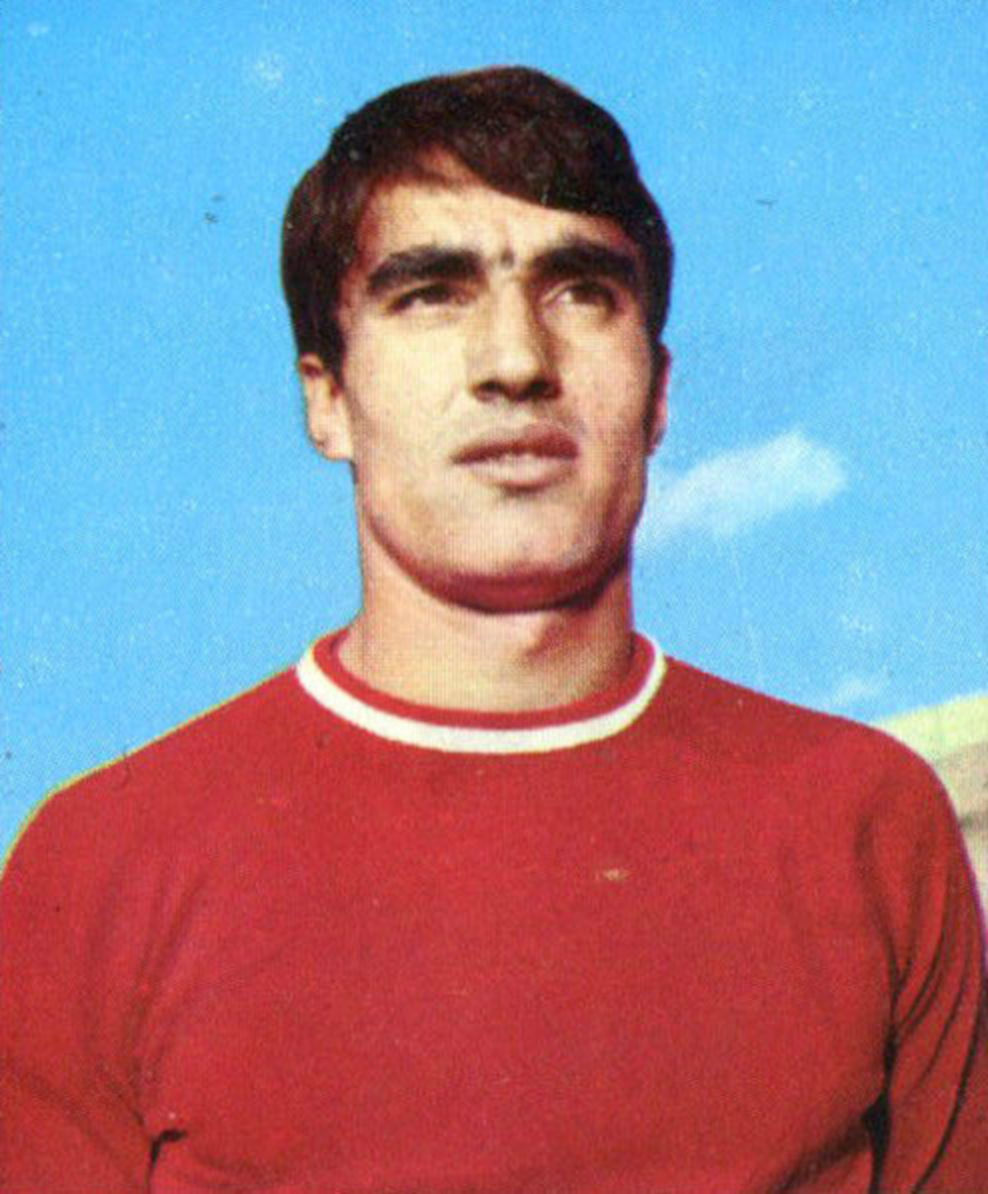
Anastasi al Varese nella stagione 1967-1968, quella della sua affermazione ad alti livelli.

L'attaccante lasciò così la Sicilia per approdare dall'altra parte del Paese, in Lombardia, tra le file dei biancorossi all'epoca militanti in Serie B, dove nel successivo biennio giocherà al fianco di nomi quali il capitano Armando Picchi, gente di esperienza come Sogliano, Da Pozzo e Maroso, e coetanei come Cresci. Sotto la guida dell'allenatore Pietro Magni, nella prima stagione in maglia varesina conquistò la promozione nella massima categoria segnando 6 gol in 37 apparizioni. Debuttò poi in Serie A il 24 settembre 1967, non ancora ventenne, contro la Fiorentina, trovando nell'occasione anche la sua prima rete stagionale; da ricordare è inoltre la tripletta siglata nel 5-0 del Varese sulla sua futura squadra, la Juventus, il 4 febbraio 1968, il punto più alto di un campionato rimasto negli annali del calcio biancorosso: «quella vittoria fu memorabile, ma ci rendemmo conto dell'impresa compiuta solo negli spogliatoi, al termine della partita. [...] Tutta l'annata fu irripetibile: imbattuti in casa, settimi alla fine. Tutto un sogno».
Complessivamente nella sua prima stagione in Serie A (dove, nell'album Calciatori Panini, venne erroneamente riportato come «Piero» sulla figurina) Anastasi realizzò 11 reti in 29 partite, contribuendo al positivo settimo posto in graduatoria del Varese – il migliore piazzamento dei lombardi nella storia della massima categoria –; i bosini erano allenati in quest'annata da Bruno Arcari, un tecnico che il giocatore ricorderà per avergli «insegnato tanto, soprattutto a come muovermi in attacco». A corollario, a livello personale raggiunse il settimo nella classifica marcatori, emergendo quale maggiore rivelazione del campionato.

##### Juventus

###### Anni di ricostruzione (1968-1970)
(Maurizio Crosetti, 2020)

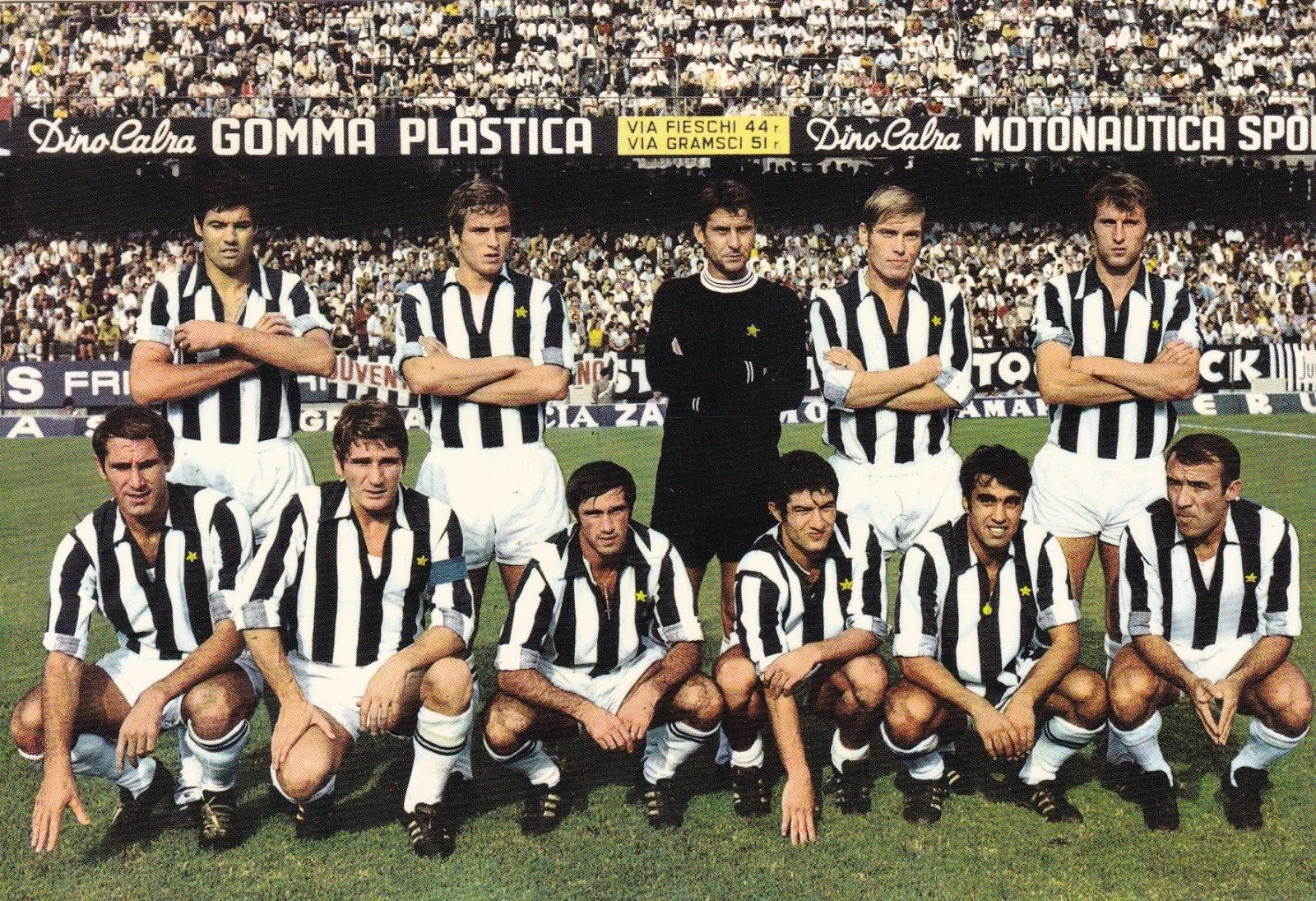
Anastasi (accosciato, secondo da destra) alla Juventus nella stagione 1968-1969, quella del debutto in maglia bianconera.

Le prestazioni offerte a Varese fecero convergere su Anastasi le attenzioni delle grandi squadre italiane. La spuntò la Juventus che nel maggio 1968 lo acquistò per la cifra-record di circa 650 milioni di lire: una somma considerevole per l'epoca, che ne fece addirittura il calciatore più pagato al mondo di quel decennio.
Inizialmente il siciliano sembrava destinato all'Inter, anche per via dell'amicizia tra Casati e il dirigente nerazzurro Italo Allodi; tuttavia, a trasferimento praticamente concluso, intervenne Gianni Agnelli – «mi voleva da mesi, da quando mi aveva visto segnare una tripletta proprio contro la Juve» – il quale, anche approfittando del momentaneo vuoto ai vertici della società meneghina causa l'avvicendamento tra Angelo Moratti e Ivanoe Fraizzoli, con una trattativa-lampo andò ad accordarsi direttamente con il presidente varesino Giovanni Borghi mettendo sul piatto, in aggiunta ai soldi del cartellino, pure una «fornitura di compressori di frigoriferi per la Ignis, l'azienda di Borghi», da parte della FIAT. Un acquisto che, oltre al lato sportivo, riservò dei non trascurabili risvolti politico-sindacali: in un mondo lavorativo preda delle agitazioni sessantottine e ai prodromi dell'autunno caldo, l'arrivo a Torino del catanese Anastasi contribuì a calmierare la situazione all'interno degli stabilimenti di Mirafiori, dove una manodopera in gran parte d'origine meridionale elesse subito a proprio beniamino quel giovane e più fortunato conterraneo.

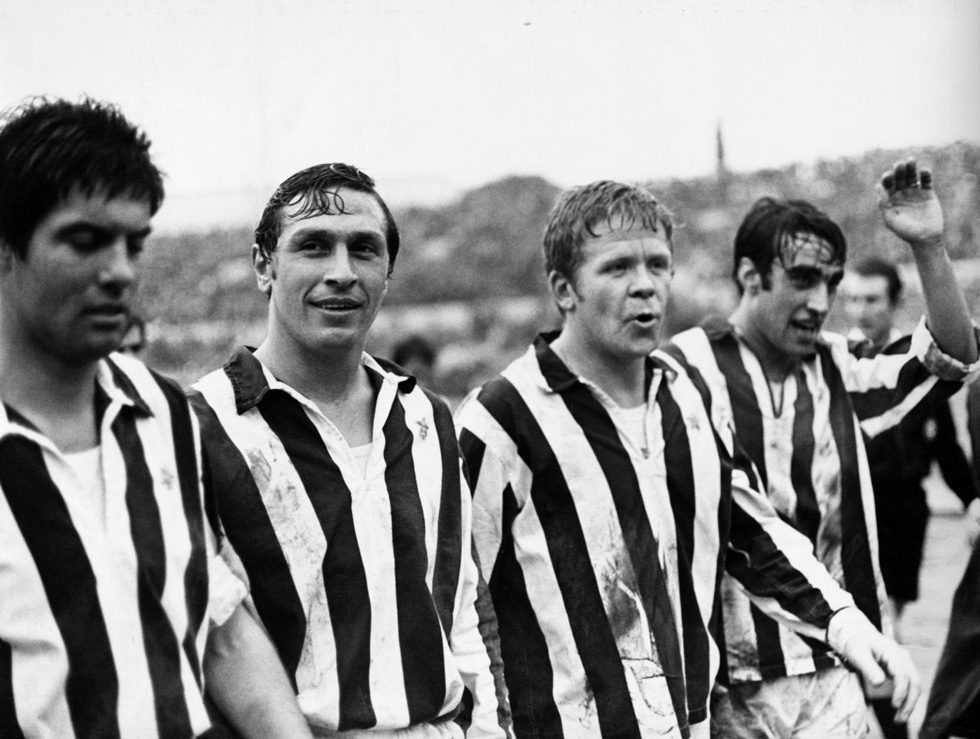
Da destra: gli juventini Anastasi, Haller, Leonardi e Salvadore escono dal campo al termine della vittoriosa trasferta di campionato del 28 dicembre 1969 contro la Roma.

Questo, nonostante il giocatore avesse già avuto modo di vestire ufficiosamente i colori nerazzurri, aggregato al club meneghino per un'amichevole di fine stagione a San Siro contro la Roma: qui, «tornato negli spogliatoi per l'intervallo, un fotografo che conoscevo» e «che era venuto per fare le prime foto con la nuova maglia» addosso, «mi disse: "Pietro, guarda che sei un giocatore della Juventus"». L'attaccante rimase nell'occasione «frastornato. Un po' mi dispiaceva non andare all'Inter, perché voleva dire allontanarsi da Varese» dove viveva la fidanzata e futura moglie Anna, «ma ero al settimo cielo perché vestivo la maglia della squadra di cui sono sempre stato tifoso [...]. Si avverava un sogno».
Debuttò in bianconero il 29 settembre di quell'anno, realizzando subito una doppietta con la nuova casacca nel 3-3 di Bergamo contro l'Atalanta. Nelle prime due stagioni a Torino fu allenato dapprima da un sergente di ferro quale Heriberto Herrera, poi da Luis Carniglia, con cui non ebbe un buon rapporto – «aveva il vizio di parlare male di noi giocatori alle nostre spalle. Non ho un buon ricordo di lui. Ma nemmeno la società, visto che lo licenziò quasi subito» – e infine da Ercole Rabitti, militando in una formazione che pur annoverando elementi quali del Sol, Haller e Salvadore, cui si aggregheranno nel 1969 anche Cuccureddu, Furino e Morini, trovandosi alla fine di un ciclo non riuscì a impegnarsi in traguardi di rilievo, cedendo il passo alle milanesi nonché al rampante Cagliari di Riva. Questo nonostante un Anastasi il quale, pur essendo il più giovane dello spogliatoio, dimostrò di non patire l'impatto con una big chiudendo i primi due campionati in Piemonte entrambi in doppia cifra; tra queste reti, quella che il 17 novembre 1968 decise allo scadere il suo primo derby torinese giocato.

###### Ricambio generazionale e primi successi (1970-1974)
(Tuttosport, 2009)

Al termine del successo casalingo contro il Napoli del 7 marzo 1971, Anastasi (a destra) discute con Bettega, con cui formò uno dei più affiatati tandem d'attacco della storia bianconera.

La svolta arrivò nell'estate 1970, quando la società bianconera si rinnovò profondamente. All'arrivo di Allodi e Giampiero Boniperti a livello dirigenziale, seguì l'inserimento in squadra di una nutrita pattuglia di giovani quali Capello, Causio e Spinosi. In una squadra ora affidata a una vecchia conoscenza di Anastasi, quel Picchi nel frattempo divenuto allenatore, l'attaccante andò a far coppia in avanti con un altro volto nuovo, un prodotto delle giovanili all'esordio in prima squadra, Roberto Bettega: agli antipodi sia geograficamente sia tatticamente – catanese e centravanti a tutto campo il primo, torinese e punta d'area di rigore il secondo –, ciò nonostante l'intesa tra i due scattò immediata tant'è che Pietruzzu e Bobby Gol, imbeccati dalle giocate di Causio e Haller, nei sei anni trascorsi assieme a Torino comporranno una delle meglio assortite coppie d'attacco che la storia juventina ricordi.
La stagione 1970-1971, la prima del nuovo corso bonipertiano, seppur chiusasi senza titoli in bacheca nonché segnata dal lutto per la precoce scomparsa, sul finire di maggio, del trentaseienne Picchi, vide Anastasi laurearsi capocannoniere della Coppa delle Fiere – unico italiano nell'arco della manifestazione – con 10 reti in 9 gare: un ruolino comprensivo della quaterna ai lussemburghesi del Rumelange, nella vittoria interna 7-0 del primo turno, oltreché dell'ultima marcatura assoluta nella storia della competizione, il 3 giugno 1971 all'Elland Road di Leeds, che valse il definitivo 1-1 nella finale di ritorno di quell'edizione tra un'imbattuta Juventus e il Leeds Utd, ma che non bastò a strappare il trofeo agli inglesi per via della regola dei gol in trasferta. L'annata si chiuse per la punta con 2 reti nel commemorativo Trofeo Picchi, che ne fecero il migliore marcatore del quadrangolare, chiuso dai bianconeri al terzo posto, in coabitazione con Boninsegna, Brugnera e La Rosa.
(Massimiliano Castellani, 2020)
A Torino, il catanese Anastasi assurse presto tra gli idoli di una curva juventina al tempo gremita da «tanti lavoratori che venivano dal Sud e che si facevano il mazzo in fabbrica», in quanto percepito come «uno di loro», un ragazzo di Sicilia andato a cercar fortuna nel lontano Piemonte: «l'identificazione tra il popolo bianconero di origine meridionale e noi che eravamo degli emigrati, privilegiati, ma comunque emigrati al Nord, fu molto forte in quegli anni» tanto che «ricordo che mi fermavano fuori dello stadio e mi dicevano di farmi valere anche per loro. Mi rendeva orgoglioso».
Negli anni conclusivi del boom economico e del consolidamento dell'emigrazione interna – in essere a Torino dal secondo dopoguerra –, il centravanti divenne un'icona per un'intera generazione di meridionali trapiantati nella città sabauda e che vedevano in lui «quello che aveva avuto la buona sorte di giocare a pallone» poiché «fui uno dei primi giocatori meridionali ad avere successo nel grande calcio [e] sentivo di essere diventato un modello, anche un motivo di speranza per tanti ragazzi che come me inseguivano i loro sogni partendo per il Nord».
Assieme a conterranei del Mezzogiorno quali Cuccureddu e Furino, cui si aggiunsero più avanti Causio, Gentile e Brio, Anastasi fu il maggiore esponente della cosiddetta «squadra meridionale» pluricampione d'Italia negli anni 70; un decennio in cui la Juventus, per una predisposizione a puntare su calciatori di quella zona del Paese – ricevendo di riflesso un vasto sostegno dalla locale popolazione, in controtendenza rispetto agli altri club del Settentrione –, si guadagnò l'appellativo di Sudista: «avvertivamo forte il calore della nostra gente al Comunale di Torino che era lo stesso, per intensità, che ritrovavamo anche negli stadi da Roma in giù. E quel calore era una grande spinta in campo».
Pelé Bianco, come Anastasi era stato soprannominato dai tifosi bianconeri, dovrà attendere il 1971-1972 per festeggiare il suo primo scudetto, «quello a cui sono più legato. Anche perché dopo la malattia che colpì Bettega e che lo tenne fuori per metà stagione, io mi sentìi molto più responsabilizzato», vinto in volata contro il Milan del paròn Rocco e il Torino di Giagnoni, cui l'attaccante contribuì con 11 gol in 30 partite: «quel campionato rappresentò il primo traguardo della mia carriera e dell'esperienza juventina. Arrivai al Nord che ero davvero un ragazzino e presto diventai uomo».
I piemontesi di Čestmír Vycpálek bissarono il tricolore nell'annata seguente, in un campionato rimasto tra i più appassionanti nella storia del girone unico, avendo la meglio solo nei minuti finali dell'ultima giornata delle due rivali, i succitati rossoneri e la neopromossa Lazio di Maestrelli e Chinaglia. Anastasi patì tuttavia sul piano personale la concorrenza del neoacquisto José Altafini, con cui si ritrovò spesso a darsi il cambio nonostante la non più giovane età dell'italo-brasiliano, tanto che, pur se rimarrà questa la stagione del suo massimo impiego con 47 presente totali, il catanese mise a referto 6 reti in Serie A e 7 nelle coppe, al di sotto dei suoi fin lì standard juventini.
Con i bianconeri raggiunse inoltre nel 1973 due finali, quelle di Coppa Italia e – per la prima nella storia del club – di Coppa dei Campioni, entrambe perse contro, rispettivamente, il Milan e l'Ajax di Kovács e Cruijff: nonostante la sconfitta di Roma con i rossoneri, nella partita che chiuse l'annata, arrivò solo ai rigori, ben più amaro fu l'esito della gara di Belgrado contro i Lancieri, un rovescio dettato anche dall'essere «un po' intimiditi da questa grande squadra» già più volte detentrice del trofeo ma che non si presentava nell'occasione al meglio, ammetterà con qualche rimorso Anastasi anni più tardi, «loro erano abituati, noi purtroppo no».

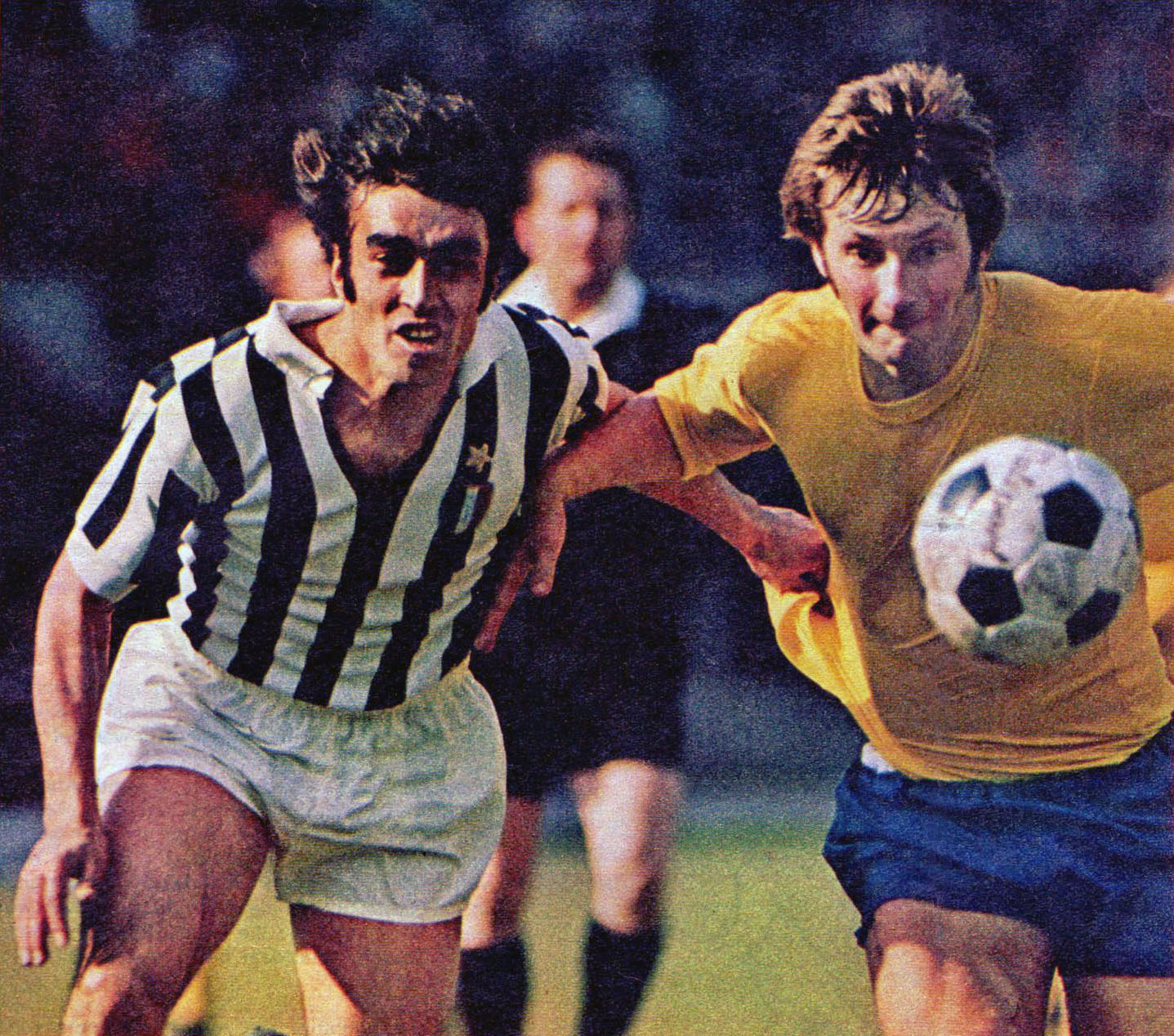
Anastasi (a sinistra) alle prese con l'inglese Todd del l'11 aprile 1973, nella semifinale di andata della Coppa dei Campioni.

Il centravanti tornò su alti livelli realizzativi dodici mesi più tardi, marcando 16 gol in campionato – mettendo a referto il 12 maggio 1974 la sua prima tripletta in casa bianconera, nella vittoria casalinga 3-1 sulla Fiorentina, e ripetendosi la giornata successiva sul campo del L.R. Vicenza – e 23 totali che fecero dell'annata 1973-1974 la più prolifica della sua carriera, nonostante si concluse senza successi di squadra; non riuscì ad andare in gol nella Coppa Intercontinentale, cui i torinesi presero parte dopo la defezione dell'Ajax, sconfitti a Roma dagli argentini dell'Independiente.

###### Dalla fascia di capitano all'addio (1974-1976)
(Angelo Caroli, 1977)
Stante il sopravvenuto ritiro di Salvadore al termine della precedente stagione, nell'estate 1974 Anastasi, ventiseienne, venne nominato capitano della Juventus dal presidente Boniperti e dal nuovo allenatore Carlo Parola, vincendo la concorrenza interna di Furino.

Da destra: Anastasi in azione contro l' il 27 novembre 1974, per l'andata degli ottavi di finale della Coppa UEFA; dietro di lui il compagno di squadra Viola, l'olandese Mühren e l'altro bianconero Damiani.

Nel campionato 1974-1975 arrivò per il neocapitano bianconero il terzo scudetto, con la squadra che ebbe la meglio del Napoli totale di Vinício e della Roma di Liedholm, e un buon cammino europeo con il raggiungimento della semifinale di Coppa UEFA, da cui i torinesi vennero estromessi per mano degli olandesi del Twente. Sul piano personale l'attaccante primeggiò, in virtù di 9 gol in 10 incontri, nella classifica marcatori della Coppa Italia, ma soprattutto fu autore di uno storico record in campionato, durante Juventus-Lazio (4-0) del 27 aprile 1975 quando, alzatosi dalla panchina a venti minuti dal fischio finale, dall'83' all'88' mise a segno tre reti nello spazio di cinque minuti: nessun giocatore subentrante aveva mai siglato prima una tripletta in Serie A, un exploit che sarà eguagliato nei decenni seguenti dai soli Kevin-Prince Boateng (2011), Josip Iličić (2018), Andreas Cornelius (2019) e Andrea Belotti (2022).
Ma fu anche la stagione in cui nacquero i primi screzi con Parola, con cui mal convisse poiché convinto di essere preso di mira da parte di questi, per via delle sempre più frequenti esclusioni dall'undici titolare: «il primo scontro [...] ci fu nel dicembre 1974 in occasione della partita di Coppa UEFA in Olanda contro l'Ajax. Sono infortunato, lo certifica anche il nostro medico La Neve. Il tecnico mi dà del vigliacco, pensa che mi voglia risparmiare. Ma non è così. Morale della favola: sto fuori in campionato per tutto dicembre». Sul finire del torneo, nelle ore precedenti il succitato Juventus-Lazio, causa una nuova panchina il capitano bianconero fu una prima volta sul punto di lasciare definitivamente la sua squadra, abbandonando tale proposito solo dopo una telefonata di chiarimento con la moglie nel ritiro di Villar Perosa.

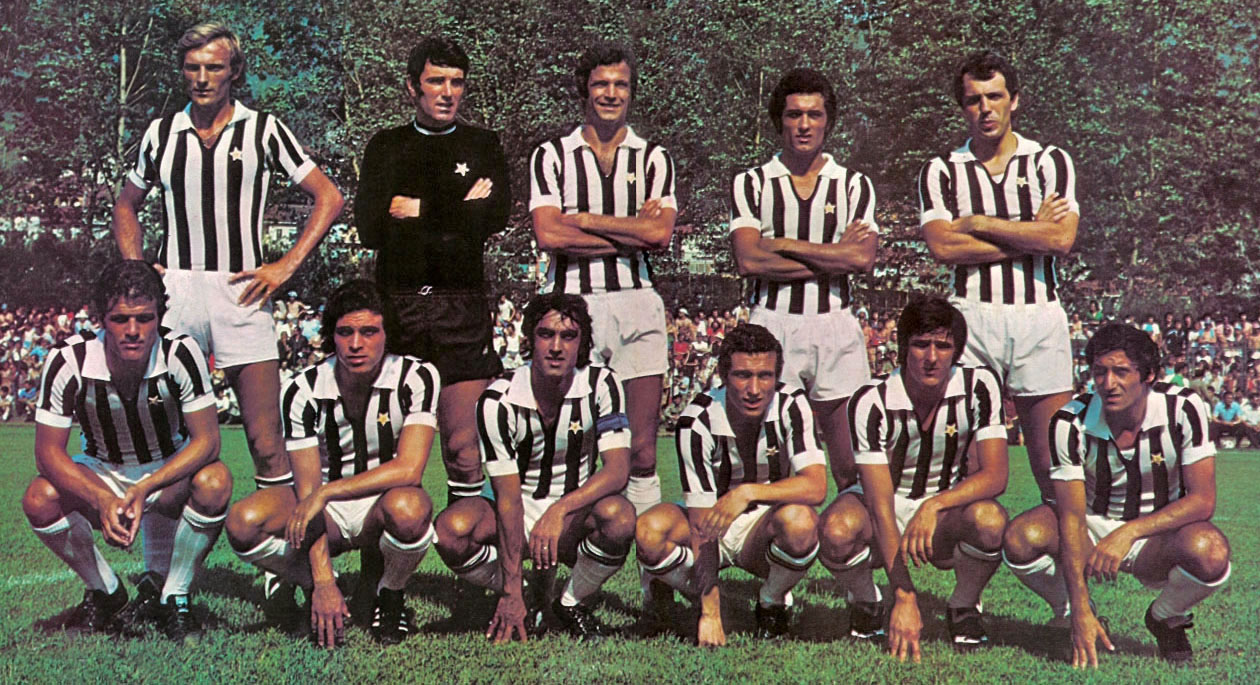
Anastasi (accosciato, terzo da sinistra) capitano della Juventus campione d'Italia 1974-1975.

Una problematica situazione che si trascinò per tutta l'estate seguente, quando in sede di mercato Juventus e Bologna furono a un passo dal concretizzare uno scambio tra Anastasi e Giuseppe Savoldi, e che deflagrò nel torneo 1975-1976, perso dai bianconeri in un cocente rush finale contro i concittadini granata di Radice e del tandem Graziani-Pulici; un epilogo cui Anastasi, già reduce da un girone di andata non all'altezza, assistette impotente dall'esterno, ormai confinato fuori rosa per volontà di Parola: «tutto inizia nell'intervallo di Lazio-Juventus del 7 marzo 1976. Era una giornata no per me [...] Chiesi di essere sostituito, pensavo che avrebbe fatto bene alla squadra. [...] Quel gesto fu mal interpretato da Parola, che mi mise in panchina per la successiva gara contro il Milan, dandomi gli ultimi venti minuti». La settimana seguente si consumò la rottura definitiva quando, in vista della trasferta di Cesena, al giocatore venne ancora negata una maglia da titolare: «a quel punto chiedo spiegazioni, ero il capitano. [L'allenatore] mi risponde male. Ed io lo mando a quel paese. La partita con il Cesena la vedo dalla tribuna». Qualche giorno dopo, alla vigilia della stracittadina torinese, l'attaccante fece trapelare attraverso i giornali il suo malcontento «e dico chiaro e tondo che con Parola non voglio più avere niente a che fare. Finisco fuori rosa».

Anastasi (a sinistra) e Capello, i due big che svestirono polemicamente la maglia juventina dopo il convulso epilogo della stagione 1975-1976.

Alla fine di un torneo in cui mise assieme un gol in 16 presenze, e di cui Anastasi ricordò che «esco di squadra con la Juve avanti di cinque punti sul Torino. Alla trentesima giornata i granata vincono lo scudetto. Se abbiamo perso un campionato già vinto, la responsabilità non è certo mia che sono rimasto fuori nelle ultime nove partite», Boniperti provò comunque a ricomporre la frattura tra il giocatore e l'ambiente, tuttavia divenuta ormai insanabile, con «i compagni stessi di squadra [che] lo rifiutarono, come per una brutale crisi di rigetto»: pur tra molti dispiaceri «ormai era troppo tardi. Non c'erano più le condizioni. Meglio chiudere» nonostante «con la società sono sempre rimasto in ottimi rapporti. Alla Juventus è dove mi sono trovato meglio e rimarrò sempre un tifoso juventino».
Anastasi concluse la sua lunga esperienza alla Vecchia Signora dopo otto stagioni, 205 partite e 78 reti in Serie A, e complessivamente 303 presenze e 130 gol tra campionati e coppe; della squadra juventina detiene i record di reti (12) e marcature multiple (2) in Coppa delle Fiere, e tuttora il primato di gol in Coppa Italia (30). Rimasto a distanza di decenni tra i calciatori più popolari tra la tifoseria juventina, e riconosciuto dal club piemontese come uno dei più importanti della sua storia, dal 2011 è tra i cinquanta bianconeri omaggiati nella Walk of Fame allo Juventus Stadium.

##### Inter
(Leo Turrini, 2007)
Dopo essere finito ai margini della squadra torinese per questioni disciplinari, e additato da una parte degli osservatori, assieme a Capello (anche lui al passo d'addio in bianconero), tra i capri espiatori del fallimentare finale di stagione 1975-1976 in casa juventina, nell'estate seguente Anastasi venne messo sul mercato; Giampiero Boniperti si diede da fare per cercare una nuova sistemazione al giocatore, il quale da parte sua si limitò a chiedere «di essere ceduto a una squadra che non doveva lottare per rimanere in A».

Anastasi (a destra) e Boninsegna, protagonisti nell'estate 1976 di uno dei più famosi scambi di mercato nella storia del calcio italiano.

Fu a questo punto che nella carriera dell'attaccante rifece capolino l'Inter di Ivanoe Fraizzoli – per il quale Anastasi rappresentava un vecchio pallino fin dal blitz di otto anni addietro da parte dell'Avvocato Agnelli –, a sua volta alle prese con un esubero in avanti, quello di Roberto Boninsegna ormai considerato avulso dal gioco nerazzurro: i due presidenti raggiunsero quindi l'accordo per uno scambio tra le loro punte, con un conguaglio di circa 800 milioni a favore della Juventus data la più giovane età del siciliano. L'operazione di mercato destò non poco scalpore tra addetti ai lavori e tifosi, sia perché riguardante due bandiere di nerazzurri e bianconeri, sia per la storica rivalità tra i due club, rimanendo da allora negli annali del calcio italiano.
A proposito di quella trattativa, quarant'anni più tardi, da una parte Boninsegna parlerà della «sensazione che Mazzola c'entrasse qualcosa con quella cessione, perché guarda caso uno a uno erano andati via tutti i grandi tranne lui», mentre dall'altra Anastasi ricorderà di come sia stata «durissima. Venivo da otto anni di Juventus, andavo in una rivale come l'Inter. Non l'avrei mai voluto. [...] se si dice Anastasi si pensa alla Juventus. E se si dice Boninsegna si pensa all'Inter». Ciò nonostante, almeno inizialmente sembrava essere proprio il catanese ad averci guadagnato nel trasferimento, e di riflesso il club nerazzurro avendo messo sotto contratto un ancora ventottenne Pietruzzu al posto di un trentaduenne Bonimba considerato dai più ormai sul viale del tramonto; tra le poche voci contrarie ci fu quella di Gianni Brera, il quale sentenziò, a posteriori profeticamente, che «Anastasi è finito e se non fosse stato finito la Juventus non l'avrebbe dato via».

Anastasi all'Inter, tra il compagno di squadra Mazzola (a sinistra) e il milanista Rivera (a destra), prima della finale di Coppa Italia 1976-1977.

Come in parte suggerito da Boninsegna, l'approdo dell'ex bianconero a Milano fu avallato da Sandro Mazzola: con questi divenuto centravanti arretrato in coincidenza con l'ultima sua stagione da calciatore, nell'undici nerazzurro Anastasi andò ad agire da ala destra, in coppia con l'altro nuovo arrivato, il giovane Muraro. Ma le premesse estive vennero presto disattese, con l'attaccante che mal si integrò negli schemi di Giuseppe Chiappella, finendo per perdere dall'oggi al domani la verve sotto rete e, peggio ancora, non riuscendo mai più, da qui in avanti, a ripetersi sui livelli del passato, andando incontro a un rapido declino; una situazione resa ancora più frustrante per Anastasi dal dover assistere, inversamente, a un Boninsegna «improvvisamente ringiovanito» a Torino, a dispetto di prematuri giudizi ancora «integro e competitivo», e che alla Juventus vincerà da protagonista campionati e coppe vestendo quella maglia bianconera numero nove che, per tanti anni, era stata sulle spalle del catanese.
Il 10 ottobre la punta trovò la sua prima rete meneghina, sbloccando il risultato nel 2-1 interno al Catanzaro, cui tuttavia ne seguirono solamente altre tre in tutto il campionato 1976-1977, inutili per l'Inter ai fini dell'obiettivo-scudetto. La stagione seguente, anche per via della maggiore efficacia del giovane neoacquisto Altobelli, «il deludente rendimento di Pietro Anastasi, sempre più lontano dalle prodezze dei tempi juventini, che in nerazzurro gli riescono solo nelle partitelle infrasettimanali» si limitò a 3 centri in 19 presenze in A, precludendo nuovamente alla Beneamata, nel frattempo passata nelle mani di Eugenio Bersellini, ambizioni tricolori. Anastasi rimase a Milano per un biennio nel quale, a dispetto di campionati «così così» raggiunse comunque due finali consecutive di Coppa Italia, sollevando l'unica della sua carriera al termine dell'edizione 1977-1978 cui contribuì con 4 reti in 9 gare – «c'è gente che è stata molti anni più di me in nerazzurro senza vincere nulla», sottolineerà lo stesso attaccante circa quel successo –; rimarrà l'unico acuto di un'esperienza interista, globalmente, incolore.

##### Ascoli e Lugano

Anastasi (a destra) all'Ascoli nella stagione 1978-1979, mentre esce dal campo assieme al napoletano Savoldi.

All'età di trent'anni, nell'estate 1978 Anastasi tornò dopo due lustri in provincia passando all'Ascoli, nell'ambito dell'operazione che portò Pasinato in Lombardia e lo stesso Pietruzzu, con Gasparini, Trevisanello e Ambu, nelle Marche. Con i bianconeri del presidentissimo Costantino Rozzi militò in Serie A per altre tre stagioni, segnando 9 gol, e perdendo il posto da titolare solamente nell'ultima complice anche un serio infortunio che lo tenne lontano dai campi per cinque mesi.
L'annata migliore si rivelò la seconda, 1979-1980, quando con 25 presenze e 5 centri contribuì al sorprendente quarto posto in campionato – il migliore piazzamento della loro storia – degli ascolani di Giovan Battista Fabbri, il quale schierò il catanese come seconda punta, alternandolo a Pircher, a supporto del giovane Iorio. Fu questo il torneo in cui Anastasi festeggiò il traguardo della 100ª rete in massima serie, realizzata il 30 dicembre 1979 a Torino proprio alla sua Juventus, aprendo le marcature nel successo marchigiano per 3-2 – «dopo otto minuti batto Zoff con un colpo di testa e tutto il Comunale mi applaude. Come se non fossi mai andato via» –; oltreché quello in cui siglò l'ultimo gol nel campionato italiano, arrivato l'11 maggio 1980 e anche stavolta contro una sua ex squadra, nel 4-2 inflitto a domicilio all'Inter neoscudettata.

Anastasi esulta in maglia ascolana per il suo 100º gol in Serie A, siglato il 30 dicembre 1979 a Torino ai suoi ex compagni di squadra juventini.

La sua militanza ad Ascoli Piceno coincise con quello che fu, a posteriori, il maggiore periodo di gloria della provinciale bianconera, grazie anche a due prestigiosi trionfi arrivati nei primi anni 80: la vittoria nel Torneo di Capodanno del 1981, durante la sosta di calendario dettata dalla partecipazione azzurra al Mundialito, in cui i marchigiani primeggiarono superando in finale ancora l'ex squadra di Anastasi, la Juventus, era stata preceduta dal successo nella Red Leaf Cup, organizzata in terra canadese nel 1980 e vinta contro quotati rivali quali Botafogo, Nancy e Rangers; si trattò, in questo ultimo caso, del primo, storico trionfo internazionale per la formazione del Picchio.
Disputò infine un'annata in Svizzera, dove dopo un periodo di prova si aggregò da svincolato, nell'ottobre 1981, al Lugano. Da «pendolare nei giorni di allenamenti e partite», nella stagione 1981-1982 tornò in doppia cifra con 10 reti in 14 partite della Lega Nazionale B, l'allora seconda serie elvetica, prima di ritirarsi all'età di 34 anni. Nell'immediato tentò comunque una breve avventura nel soccer nordamericano partecipando, senza tuttavia troppa convinzione, a un torneo indoor che rappresentò l'ultima sua esperienza da calciatore, prima del definitivo addio all'agonismo.

#### Nazionale

##### Nazionali giovanili

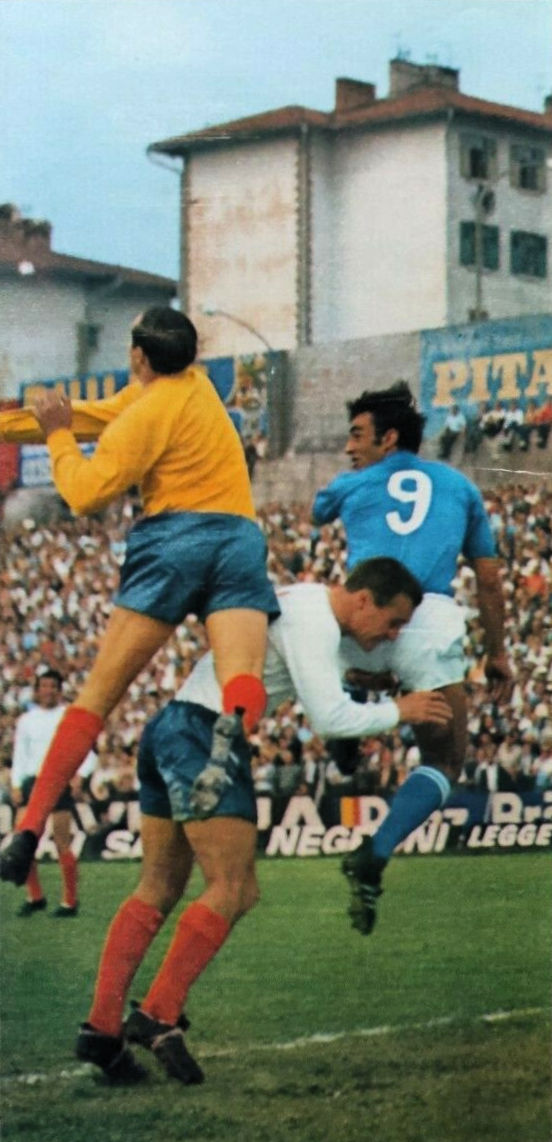
Anastasi, con la maglia numero nove della nazionale Under-23, mentre impegna la retroguardia dei pari età inglesi nell'amichevole di Trieste del 25 maggio 1968.

Dal 1967 Anastasi ebbe le prime esperienze in azzurro, vestendo le maglie delle rappresentative nazionali Under-21 e Under-23. L'esordio assoluto arrivò il 23 marzo 1967 nelle file degli azzurrini, nel successo 2-1 a Roma sui pari età dell'Austria, e in cui l'attaccante trovò subito la rete del momentaneo doppio vantaggio; mentre quello coi cadetti avvenne il 20 dicembre dello stesso anno, nella sconfitta 1-0 a Nottingham contro i pari età dell'Inghilterra.
In totale mise a referto 6 presenze e 2 reti con l'Under-21 – con cui vinse la medaglia d'oro ai Giochi del Mediterraneo di Tunisi 1967 –, e 4 partite e 2 gol con l'Under-23.

##### Nazionale maggiore

###### 1968-1970
Del 1968 fu l'approdo in nazionale maggiore, dove, per via della giovane età, inizialmente «venivo considerato la mascotte del gruppo». Ciò nonostante, l'esordio arrivò già l'8 giugno dello stesso anno, allo stadio Olimpico di Roma, quando scese in campo da titolare, a vent'anni da poco compiuti, nella finale del campionato d'Europa 1968 contro la Jugoslavia finita in parità – «eravamo nello spogliatoio, mi chiama Valcareggi e mi fa: "Picciotto, tocca a te!" E non aggiunge altro» –; confermato in squadra nella ripetizione giocata due giorni dopo, stavolta segnò con una mezza rovesciata dal limite dell'area – «De Sisti mi passò il pallone che compì uno strano rimbalzo: tirai senza sapere dove l'avrei indirizzato e ne venne fuori un gran gol» – il definitivo 2-0 che valse agli azzurri il primo titolo continentale: «ci nominarono Cavalieri della Repubblica. Per me, che [...] non ero ancora maggiorenne (all'epoca la maggiore età era ai ventuno anni), fecero un'eccezione». Nel 2014 l'UEFA, in occasione del proprio sessantenario, inserirà quella rete tra le 60 più belle nella storia del calcio europeo.

Anastasi (a destra) e Riva in nazionale maggiore, al termine della vittoriosa ripetizione della finale del, decisa dai due con un gol a testa.

Stabilmente nel giro azzurro a cavallo degli anni 60 e 70, fu inizialmente incluso nella rosa italiana per la fase finale del campionato del mondo 1970 in Messico ma, durante la preparazione al torneo, a causa di un colpo al basso ventre datogli per scherzo da un massaggiatore, fu costretto a operarsi ai testicoli e a saltare la competizione iridata; al suo posto furono chiamati due attaccanti, Boninsegna e Prati, con conseguente esclusione dalla rosa del centrocampista Lodetti.

###### 1970-1974
Nel biennio seguente fallì con la nazionale la qualificazione alla fase finale del campionato d'Europa 1972 (all'epoca ristretta a soli quattro partecipanti), dopo la sconfitta nei quarti di finale contro il Belgio: nella circostanza Anastasi ottenne una maglia da titolare nella gara di andata a Milano, pareggiata per 0-0, mentre – a sorpresa – non venne neanche convocato dal commissario tecnico Valcareggi per il decisivo retour match di Bruxelles, poi perso per 2-1.
La succitata esclusione rimase un episodio isolato, dato che nell'immediato continuò a vestire la maglia della nazionale, contribuendo stavolta alla qualificazione azzurra alla fase finale del campionato del mondo 1974. Nel frattempo, il 14 giugno 1973 aveva aperto le marcature nell'amichevole di Torino vinta per 2-0 sull'Inghilterra, celebrativa del 75º anniversario della Federazione Italiana Giuoco Calcio – in quello che passò agli annali come il primo, storico successo dell'Italia contro la nazionale dei Tre Leoni.

Anastasi (a sinistra) batte il portiere jugoslavo Marić nell'amichevole di Torino del 20 settembre 1972.

Nell'estate 1974 fu quindi tra i convocati per il mondiale in Germania Ovest in cui, tuttavia, Anastasi si presentò indietro nelle gerarchie dell'attacco azzurro, con la maglia numero nove assegnata a Giorgio Chinaglia, centravanti della Lazio neoscudettata. Il catanese partì dalla panchina nella gara d'esordio del 15 giugno contro Haiti, all'Olympiastadion di Monaco di Baviera, rilevando proprio Chinaglia a metà ripresa e trovando dopo pochi minuti il gol del definitivo 3-1 per i suoi; l'avvicendamento in partita tra i due attaccanti rimase peraltro nella memoria collettiva del calcio italiano poiché, al momento di uscire dal campo, sotto l'occhio delle telecamere Chinaglia mandò ripetutamente a quel paese Valcareggi. Anche questo episodio contribuì a promuovere Anastasi a titolare per le restanti due gare della prima fase a gironi, il pareggio 1-1 con l'Argentina, in cui il catanese compose il tandem offensivo con Riva, e il determinante incontro con la Polonia in cui Anastasi, stavolta affiancato al rientrante Chinaglia, colse un legno ma non riuscì a evitare la sconfitta 2-1 che sancì la precoce eliminazione italiana.

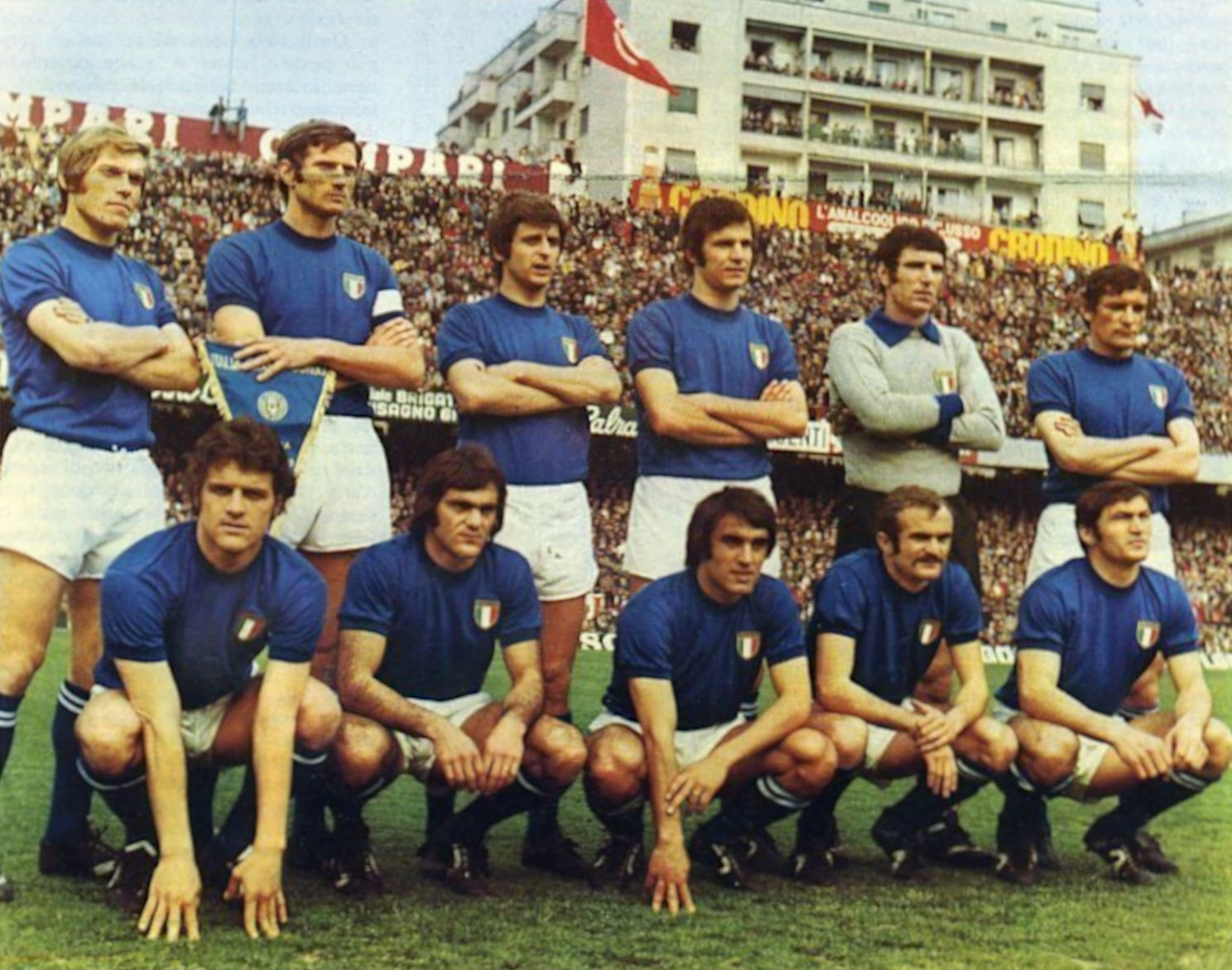
Anastasi (accosciato, al centro) nella formazione azzurra scesa in campo a Genova il 31 marzo 1973 per le qualificazioni mondiali.

La deludente spedizione tedesca segnò de facto la fine per una generazione azzurra scossa da nervosismi interni ormai irreparabili oltreché arrivata, causa ragioni anagrafiche, al naturale epilogo di un ciclo: il rinnovamento seguente la débâcle coinvolse anche Anastasi, il quale farà un'ultima apparizione in nazionale nel novembre di quell'anno, nella sconfitta 3-1 di Rotterdam contro i Paesi Bassi, in una gara valevole per le qualificazioni al campionato d'Europa 1976. Chiuse così la sua esperienza in azzurro, con 25 partite giocate e 8 reti segnate.

### Dopo il ritiro
Una volta ritiratosi dal calcio giocato, nell'immediato Anastasi lavorò a Toronto per la scuola calcio dei North York Rockets. Quindi conseguì a Coverciano il patentino di allenatore di Terza e Seconda Categoria, «poi mi sono fermato perché non mi interessava salire più in alto», motivando ciò con la volontà di non allontanarsi da Varese e dalla famiglia. Nel corso degli anni 80 lavorò quindi alcune stagioni per le giovanili della locale formazione varesina, prima di passare a gestire una scuola calcio presso l'oratorio di Pagliera, a Lainate.
In seguito è divenuto opinionista, dapprima per la pay TV Telepiù e poi, come ex calciatore di fede juventina, in ambito locale per il canale Telelombardia e la syndication 7 Gold.

## Statistiche

### Presenze e reti nei club
| Stagione            | Squadra             | Campionato          | Campionato | Campionato | Coppe nazionali | Coppe nazionali | Coppe nazionali | Coppe continentali | Coppe continentali | Coppe continentali | Altre coppe | Altre coppe | Altre coppe | Totale | Totale |
| Stagione            | Squadra             | Comp                | Pres       | Reti       | Comp            | Pres            | Reti            | Comp               | Pres               | Reti               | Comp        | Pres        | Reti        | Pres   | Reti   |
| ------------------- | ------------------- | ------------------- | ---------- | ---------- | --------------- | --------------- | --------------- | ------------------ | ------------------ | ------------------ | ----------- | ----------- | ----------- | ------ | ------ |
| 1964-1965           | Massiminiana        | D                   | 7          | 1          | -               | -               | -               | -                  | -                  | -                  | -           | -           | -           | 7      | 1      |
| 1965-1966           | Massiminiana        | D                   | 31         | 18         | -               | -               | -               | -                  | -                  | -                  | -           | -           | -           | 31     | 18     |
| Totale Massiminiana | Totale Massiminiana | Totale Massiminiana | 38         | 19         |                 | -               | -               |                    | -                  | -                  |             | -           | -           | 38     | 19     |
| 1966-1967           | Varese              | B                   | 37         | 6          | CI              | 2               | 1               | -                  | -                  | -                  | -           | -           | -           | 39     | 7      |
| 1967-1968           | Varese              | A                   | 29         | 11         | CI              | 1               | 0               | -                  | -                  | -                  | -           | -           | -           | 30     | 11     |
| Totale Varese       | Totale Varese       | Totale Varese       | 66         | 17         |                 | 3               | 1               |                    | -                  | -                  |             | -           | -           | 69     | 18     |
| 1968-1969           | Juventus            | A                   | 28         | 14         | CI              | 3               | 1               | CdF                | 4                  | 0                  | -           | -           | -           | 35     | 15     |
| 1969-1970           | Juventus            | A                   | 29         | 15         | CI              | 6               | 1               | CdF                | 3                  | 2                  | CAI         | 0           | 0           | 38     | 18     |
| 1970-1971           | Juventus            | A                   | 27         | 6          | CI              | 3               | 2               | CdF                | 9                  | 10                 | TP          | 4           | 2           | 43     | 20     |
| 1971-1972           | Juventus            | A                   | 30         | 11         | CI              | 8               | 4               | CU                 | 6                  | 3                  | -           | -           | -           | 44     | 18     |
| 1972-1973           | Juventus            | A                   | 27         | 6          | CI              | 11              | 5               | CC                 | 9                  | 2                  | -           | -           | -           | 47     | 13     |
| 1973-1974           | Juventus            | A                   | 23         | 16         | CI              | 7               | 7               | CC                 | 2                  | 0                  | CInt        | 1           | 0           | 33     | 23     |
| 1974-1975           | Juventus            | A                   | 25         | 9          | CI              | 10              | 9               | CU                 | 9                  | 3                  | -           | -           | -           | 44     | 21     |
| 1975-1976           | Juventus            | A                   | 16         | 1          | CI              | 3               | 1               | CC                 | 4                  | 2                  | -           | -           | -           | 23     | 4      |
| Totale Juventus     | Totale Juventus     | Totale Juventus     | 205        | 78         |                 | 51              | 30              |                    | 46                 | 22                 |             | 5           | 2           | 307    | 132    |
| 1976-1977           | Inter               | A                   | 27         | 4          | CI              | 8               | 2               | CU                 | 2                  | 0                  | -           | -           | -           | 37     | 6      |
| 1977-1978           | Inter               | A                   | 19         | 3          | CI              | 9               | 4               | CU                 | 1                  | 0                  | -           | -           | -           | 29     | 7      |
| Totale Inter        | Totale Inter        | Totale Inter        | 46         | 7          |                 | 17              | 6               |                    | 3                  | 0                  |             | -           | -           | 66     | 13     |
| 1978-1979           | Ascoli              | A                   | 24         | 3          | CI              | 4               | 0               | -                  | -                  | -                  | -           | -           | -           | 28     | 3      |
| 1979-1980           | Ascoli              | A                   | 25         | 5          | CI              | 0               | 0               | -                  | -                  | -                  | RLC         | 1+          | ?           | 25+    | 5+     |
| 1980-1981           | Ascoli              | A                   | 9          | 1          | CI              | 4               | 0               | -                  | -                  | -                  | TC          | 1           | 0           | 14     | 1      |
| Totale Ascoli       | Totale Ascoli       | Totale Ascoli       | 58         | 9          |                 | 8               | 0+              |                    | -                  | -                  |             | 2+          | ?           | 67+    | 9+     |
| 1981-1982           | Lugano              | LNB                 | 14         | 10         | CS              | ?               | ?               | -                  | -                  | -                  | -           | -           | -           | 14+    | 10+    |
| Totale carriera     | Totale carriera     | Totale carriera     | 427        | 140        |                 | 75+             | 37+             |                    | 49                 | 22                 |             | 5+          | 2+          | 557+   | 201+   |

### Cronologia presenze e reti in nazionale
| Cronologia completa delle presenze e delle reti in nazionale ― Italia | Cronologia completa delle presenze e delle reti in nazionale ― Italia | Cronologia completa delle presenze e delle reti in nazionale ― Italia | Cronologia completa delle presenze e delle reti in nazionale ― Italia | Cronologia completa delle presenze e delle reti in nazionale ― Italia | Cronologia completa delle presenze e delle reti in nazionale ― Italia | Cronologia completa delle presenze e delle reti in nazionale ― Italia | Cronologia completa delle presenze e delle reti in nazionale ― Italia |
| Data                                                                  | Città                                                                 | In casa                                                               | Risultato                                                             | Ospiti                                                                | Competizione                                                          | Reti                                                                  | Note                                                                  |
| --------------------------------------------------------------------- | --------------------------------------------------------------------- | --------------------------------------------------------------------- | --------------------------------------------------------------------- | --------------------------------------------------------------------- | --------------------------------------------------------------------- | --------------------------------------------------------------------- | --------------------------------------------------------------------- |
| 8-6-1968                                                              | Roma                                                                  | Italia                                                                | 1 – 1 dts                                                             | Jugoslavia                                                            | Euro 1968 - Finale                                                    | -                                                                     |                                                                       |
| 10-6-1968                                                             | Roma                                                                  | Italia                                                                | 2 – 0                                                                 | Jugoslavia                                                            | Euro 1968 - Finale (ripetizione)                                      | 1                                                                     | 1º titolo europeo                                                     |
| 23-10-1968                                                            | Cardiff                                                               | Galles                                                                | 0 – 1                                                                 | Italia                                                                | Qual. Mondiali 1970                                                   | -                                                                     |                                                                       |
| 1-1-1969                                                              | Città del Messico                                                     | Messico                                                               | 2 – 3                                                                 | Italia                                                                | Amichevole                                                            | 1                                                                     |                                                                       |
| 5-1-1969                                                              | Città del Messico                                                     | Messico                                                               | 1 – 1                                                                 | Italia                                                                | Amichevole                                                            | -                                                                     |                                                                       |
| 24-5-1969                                                             | Torino                                                                | Italia                                                                | 0 – 0                                                                 | Bulgaria                                                              | Amichevole                                                            | -                                                                     |                                                                       |
| 4-11-1969                                                             | Roma                                                                  | Italia                                                                | 4 – 1                                                                 | Galles                                                                | Qual. Mondiali 1970                                                   | -                                                                     | 46’                                                                   |
| 21-2-1970                                                             | Madrid                                                                | Spagna                                                                | 2 – 2                                                                 | Italia                                                                | Amichevole                                                            | 1                                                                     |                                                                       |
| 10-5-1970                                                             | Lisbona                                                               | Portogallo                                                            | 1 – 2                                                                 | Italia                                                                | Amichevole                                                            | -                                                                     | 46’                                                                   |
| 29-4-1972                                                             | Milano                                                                | Italia                                                                | 0 – 0                                                                 | Belgio                                                                | Qual. Euro 1972                                                       | -                                                                     |                                                                       |
| 17-6-1972                                                             | Bucarest                                                              | Romania                                                               | 3 – 3                                                                 | Italia                                                                | Amichevole                                                            | -                                                                     | 70’                                                                   |
| 21-6-1972                                                             | Sofia                                                                 | Bulgaria                                                              | 1 – 1                                                                 | Italia                                                                | Amichevole                                                            | -                                                                     | 46’                                                                   |
| 20-9-1972                                                             | Torino                                                                | Italia                                                                | 3 – 1                                                                 | Jugoslavia                                                            | Amichevole                                                            | 1                                                                     | 74’                                                                   |
| 13-1-1973                                                             | Napoli                                                                | Italia                                                                | 0 – 0                                                                 | Turchia                                                               | Qual. Mondiali 1974                                                   | -                                                                     | 56’                                                                   |
| 25-2-1973                                                             | Istanbul                                                              | Turchia                                                               | 0 – 1                                                                 | Italia                                                                | Qual. Mondiali 1974                                                   | 1                                                                     |                                                                       |
| 31-3-1973                                                             | Genova                                                                | Italia                                                                | 5 – 0                                                                 | Lussemburgo                                                           | Qual. Mondiali 1974                                                   | -                                                                     | 44’                                                                   |
| 14-6-1973                                                             | Torino                                                                | Italia                                                                | 2 – 0                                                                 | Inghilterra                                                           | Amichevole                                                            | 1                                                                     |                                                                       |
| 29-9-1973                                                             | Milano                                                                | Italia                                                                | 2 – 0                                                                 | Svezia                                                                | Amichevole                                                            | 1                                                                     |                                                                       |
| 20-10-1973                                                            | Roma                                                                  | Italia                                                                | 2 – 0                                                                 | Svizzera                                                              | Qual. Mondiali 1974                                                   | -                                                                     |                                                                       |
| 8-6-1974                                                              | Vienna                                                                | Austria                                                               | 0 – 0                                                                 | Italia                                                                | Amichevole                                                            | -                                                                     | 56’                                                                   |
| 15-6-1974                                                             | Monaco di Baviera                                                     | Italia                                                                | 3 – 1                                                                 | Haiti                                                                 | Mondiali 1974 - 1º turno                                              | 1                                                                     | 69’                                                                   |
| 19-6-1974                                                             | Stoccarda                                                             | Italia                                                                | 1 – 1                                                                 | Argentina                                                             | Mondiali 1974 - 1º turno                                              | -                                                                     |                                                                       |
| 23-6-1974                                                             | Stoccarda                                                             | Polonia                                                               | 2 – 1                                                                 | Italia                                                                | Mondiali 1974 - 1º turno                                              | -                                                                     |                                                                       |
| 20-11-1974                                                            | Rotterdam                                                             | Paesi Bassi                                                           | 3 – 1                                                                 | Italia                                                                | Qual. Euro 1976                                                       | -                                                                     |                                                                       |
| Totale                                                                |                                                                       | Presenze                                                              | 25                                                                    |                                                                       | Reti (39º posto)                                                      | 8                                                                     |                                                                       |

## Palmarès

Da destra: Anastasi, Haller, Morini, Marchetti e il medico sociale La Neve festeggiano il 20 maggio 1973, negli spogliatoi dell'Olimpico di Roma, il quindicesimo scudetto della Juventus.

### Club

#### Competizioni nazionali
- Campionato italiano Serie D: 1

Massiminiana: 1965-1966 (girone F)
- Campionato italiano: 3

Juventus: 1971-1972, 1972-1973, 1974-1975
- Coppa Italia: 1

Inter: 1977-1978
- Torneo di Capodanno: 1

Ascoli: 1981

#### Competizioni internazionali
- The Red Leaf Cup: 1

Ascoli: 1980

### Nazionale
- Giochi del Mediterraneo: 1

Tunisi 1967
- Campionato d'Europa: 1

Italia 1968

### Individuale
- Capocannoniere della Coppa delle Fiere: 1

1970-1971 (10 gol)
- Capocannoniere della Coppa Italia: 1

1974-1975 (9 gol)
- Inserito nella Hall of Fame del calcio italiano nella categoria Riconoscimenti alla memoria (2019)